# گونار زاوئر
گونار زاوئر (آلمانی: Gunnar Sauer؛ زادهٔ ۱۱ ژوئن ۱۹۶۴) بازیکن فوتبال اهل آلمان بود.
از باشگاه‌هایی که در آن بازی کرده‌است می‌توان به باشگاه فوتبال هرتابرلین، باشگاه فوتبال لوکوموتیو لایپزیگ، و باشگاه ورزشی وردر برمن اشاره کرد.
وی همچنین در تیم ملی فوتبال زیر ۲۱ سال آلمان بازی کرده‌است.